# Lepturopetium kuniense
Lepturopetium kuniense là một loài thực vật có hoa trong họ Hòa thảo. Loài này được Morat mô tả khoa học đầu tiên năm 1981.